# Аралтогайський сільський округ
Аралтога́йський сільський округ (каз. Аралтоғай ауылдық округі, рос. Аралтогайский сельский округ) — адміністративна одиниця у складі Айтекебійського району Актюбінської області Казахстану. Адміністративний центр — село Аралтогай.
Населення — 1513 осіб (2021; 1868 у 2009, 2490 у 1999, 3299 у 1989).
Станом на 1989 рік існувала Аралтогайська сільська рада (села Аралтогай, Донгелексор, Жакип, Кзилкудук, Мілисай) Карабутацького району.

## Склад
До складу округу входять такі населені пункти:
| Населений пункт | Колишні назви | Населення, осіб (1989) | Населення, осіб (1999) | Населення, осіб (2009) | Населення, осіб (2021) |
| --------------- | ------------- | ---------------------- | ---------------------- | ---------------------- | ---------------------- |
| Аралтогай, село | -             | 1966                   | 1363                   | 1062                   | 886                    |
| Кзилкудук, село | -             | 50                     | -                      | -                      | -                      |
| Кіякти, село    | Жакип         | 272                    | 236                    | 283                    | 189                    |
| Мілисай, село   | -             | 474                    | 399                    | 322                    | 144                    |
| Улгайсин, село  | Донгелексор   | 537                    | 492                    | 201                    | 294                    |